# 屈拜克哈佐
屈拜克哈佐，是匈牙利琼格拉德州所辖的一个村。总面积27.31平方公里，总人口1537，人口密度56.3人/平方公里（2011年1月1日）。